# Blue & Lonesome
Blue & Lonesome é o vigésimo-terceiro (na cronologia britânica) e vigésimo-quinto (na cronologia americana) álbum de estúdio da banda de Rock britânica The Rolling Stones, lançado pela Polydor Records em 2 de dezembro de 2016. 
O nome do álbum é com “&” e não “and”, ao contrário da música que o inspira. Foi lançado onze anos após A Bigger Bang (2005), a mais longa lacuna  entre álbuns de estúdio da carreira musical da banda. É o primeiro e único álbum da banda composto exclusivamente por covers. Os Rolling Stones são uma das bandas mais longevas da história do Rock, já tendo comemorado mais de 50 anos de carreira ininterrupta. No ano de seu lançamento, o Stone mais velho, Charlie Watts, contava com 75 anos.

## História
Após o lançamento do álbum de estúdio A Bigger Bang, em 2005, Os já idosos músicos ingleses mantiveram uma carreira bem movimentada, com várias turnês internacionais pra estádios lotados, além de lançamentos pontuais de músicas inéditas. Mas, não obstante o lançamento de álbuns retratando shows ao vivo antigos e recentes, assim como coletâneas, o quarteto passou anos sem mencionar a ideia de lançar um novo álbum de estúdio.
Em abril de 2013, quando comemoravam 50 anos de carreira ininterrupta da banda com a turnê 50 and Counting Tour, a USA Today entrevistou os músicos, perguntando sobre a possibilidade de um disco novo. O vocalista Mick Jagger disse que não valia mais a pena: "Seria legal ter um novo álbum, mas as pessoas não gostam de um novo álbum quando você está no palco. Eles te olham melancolicamente. 'Ok, vai acabar em um minuto'. Não é uma boa desculpa, mas a verdade tem que ser dita.".  Já o guitarrista Keith Richards respondeu: “A hora certa para uma banda gravar é depois de terminar uma turnê, enquanto ainda estão quentes. Pensaremos no assunto durante os próximos shows. O mundo precisa de mais discos dos Stones e eu também”.
No entanto a banda de setentões continuou em plena atividade após isto. Quando perguntado se idade avançada pesava nas apresentações ao vivo, Keith falou:  "Claro, passa a influenciar. Mas se você tem um líder como Mick Jagger, e ele está ansioso, vamos lá". Dois anos depois, já em abril de 2015, Mick deu uma entrevista à Revista Rolling Stone: “Não estou pensando em aposentadoria. Estou planejando as próximas turnês”. Disse ainda que possuía “várias músicas novas” gravadas nos últimos dois anos. Se as canções não entrarem em um próximo álbum dos Rolling Stones, Jagger planeja lançá-las em um álbum solo. “Tenho músicas que seriam ótimas para os Stones, e outras que não seriam tão perfeitas para a banda”. Keith admitiu, ao mesmo tempo, que já se discutia agora a ideia de um novo álbum: “Estamos a conversar sobre gravar algumas coisas durante a turnê mas ainda nada é definitivo. Simplesmente disparamos a ideia. Gostaria de ter os rapazes de novo em estúdio.”
Em julho de 2015 Keith declarou à revista Mojo: “Eu sei que Mick quer voltar a gravar. Ele deixou isso claro em uma reunião recente sobre o tempo em que a gente voltava (de uma excursão) e gravava. Então, vamos gravar e voltar a excursionar? Eu acho que sim. No fim do ano”. Em setembro, Richards declarou à imprensa que um novo álbum "...parece estar mais perto. Não sei onde, não sei ainda quando. Tivemos uma pequena conversa. Simplesmente dissemos 'temos que entrar no estúdio, certo? De acordo, bem, meninos, está combinado'"

## Gravação
Por fim, em abril de 2016, pouco depois do histórico show para um milhão e duzentos mil espectadores em Havana Cuba, vazou na imprensa mundial que os músicos já haviam estrado em estúdio pra gravar um novo álbum, e que, ainda por cima, o lendário guitarrista Eric Clapton, que estava coincidentemente gravando em um estúdio ao lado, foi até a banda cumprimentá-los. Acabou rolando uma jam session por pura diversão, e por fim, Clapton participou da gravação definitiva de duas faixas do álbum.
A banda decidiu por gravar apenas covers de antigos clássicos de Blues americanos que, em sua maioria, ouviam e tocavam quando ainda jovens. Ron Wood declarou á Associated Press: “Nós gravamos 11 covers de blues em dois dias. Temos ótimas versões de Howlin’ Wolf e Little Walter, entre outros artistas. E elas soam realmente autênticas.” De fato, o álbum todo foi gravado em apenas três dias,  no British Grove Studios, em Chiswick, Londres.
O co-produtor Don Was declarou que: “este álbum é uma demonstração clara da pureza de seu amor pela música, e o Blues é, para os Stones, a fonte de tudo o que fazem”. De fato, Suas majestades Satânicas surgiram como uma banda de covers de Blues e Rhythm and blues americanos no começo da Década de 1960, sendo logo reconhecidos perante o público londrino como uma das melhores bandas inglesas neste ritmo, o que foi o impulso inicial pra que suas carreiras na indústria fonográfica começassem.
As músicas escolhidas foram Just your fool, lançada em 1953 por Buddy Johnson; All of your love de Magic Sam em 1957;   Everybody knows about my good thing de Little Johnny Taylor em 1971;  Hoo doo blues de Lightnin' Slim; Ride 'em on down de Eddie Taylor; Litte rain de Jimmy Reed;  e Commit a Crime de Howlin' Wolf. Willie Dixon teve duas músicas regravadas, I can't quit you baby e Just Like I Treat You.    Por fim, Little Walter teve três regravações, com  I Gotta Go e Hate to See You Go, ambas de 1955 e Blue and Lonesome.

## Faixas
| N.º | Título                                                                | Duração |  |
| 1.  | "Just Your Fool" (Buddy Johnson)                                      | 2:16    |  |
| 2.  | "Commit a Crime" (Howlin' Wolf)                                       | 3:38    |  |
| 3.  | "Blue and Lonesome" (Memphis Slim)                                    | 3:07    |  |
| 4.  | "All of Your Love" (Magic Sam)                                        | 4:46    |  |
| 5.  | "I Gotta Go" (Little Walter)                                          | 3:26    |  |
| 6.  | "Everybody Knows About my Good Thing" (Miles Grayson e Lermon Horton) | 4:30    |  |
| 7.  | "Ride 'Em on Down" (Eddie Taylor)                                     | 2:48    |  |
| 8.  | "Hate to See You Go" (Litlle Water)                                   | 3:20    |  |
| 9.  | "Hoo Doo Blues" (Otis Hicks e Jerry West)                             | 2:36    |  |
| 10. | "Little Rain" (Ewart G. Abner Jr. e Jimmy Reed)                       | 3:32    |  |
| 11. | "Just Like I treat You" (Willie Dixon)                                | 3:24    |  |
| 12. | "I Can't Quit You Baby" (Willie Dixon)                                | 5:13    |  |

## Créditos
- Mick Jagger – Vocal e Gaita
- Keith Richards – Guitarra elétrica
- Charlie Watts – Bateria
- Ronnie Wood – Guitarra

Músicos auxiliares
- Eric Clapton – Guitarra em “Everybody knows about my good thing” e “I can't quit you baby”
- Darryl Jones – Contra baixo
- Chuck Leavell – Teclado
- Matt Clifford – Teclado
- Jim Keltner – Percussão em “Hoo doo blues”